# باد تايلور
باد تايلور (بالإنجليزية: Bud Taylor)‏ مواليد 22 يوليو 1903 في تير هوت - الوفاة 06 مارس 1962، كان ملاكم محترف أمريكي صنّف ضمن فئة وزن الديك. دخل قاعة مشاهير الملاكمة الدولية.

## إحصائيات
خاض خلال مسيرته 165 نزالا، فاز في 118 وتعادل في 15 وخسر في 32. فاز بالضربة القاضية في 40 نزالا.

## روابط خارجية
- باد تايلور على موقع بوكس ريك (الإنجليزية) (registration required)